# Mesosa pardina
Mesosa pardina là một loài bọ cánh cứng trong họ Cerambycidae.